# Växjö domkyrkokontrakt
Växjö domkyrkokontrakt är ett kontrakt i Växjö stift inom Svenska kyrkan i Kronobergs län.
Kontraktskoden är 0601.
Kontraktet omfattar ett enda pastorat, Växjö pastorat.

## Administrativ historik
Kontraktets bildades 2020 genom namnändring av den del av Östra Värends kontrakt som återstod efter utbrytning.

## Kontraktsprostar
| Ämbetstid | Namn           | Levnadstid | Övrigt                     |
| --------- | -------------- | ---------- | -------------------------- |
| 2025      | Thomas Wärfman | 1962–      | Domprost i Växjö pastorat. |